# Tom Wood (photographe)
Tom Wood est un photographe de rue, portraitiste et paysagiste irlandais né le 14 janvier 1951 dans le comté de Mayo, dans l’ouest de l’Irlande. 

## Biographie
Tom Wood naît en 1951 dans le comté de Mayo en Irlande. Il étudie la peinture à l’École polytechnique de Leicester, puis s’installe en 1978 dans le comté de Merseyside. Surnommé Photie Man (le type à l'appareil photo), il photographie chaque jour, équipé d’un Leica, des scènes du quotidien dans la rue, les parcs, les pubs, les marchés, ou les stades.
Son travail a été présenté dans de nombreuses expositions individuelles et collectives, notamment à la Tate Britain, à la Photographers’ Gallery de Londres et à l’International Center for Photography de New York. 
Qualifié par Martin Parr de « génie méconnu de la photographie britannique », Tom Wood vit depuis 2003 au Pays de Galles. Il est représenté par l’Open Eye Gallery, Liverpool et la galerie Sit Down, Paris.

## Publications
- Tom Wood, Looking for Love, Cornerhouse / Aperture, 70 p. (ISBN 0948797-45-2)
- Tom Wood, All Zones Off Peak, 1998, Dewi Lewis Publishing, 1998, 96 p. (ISBN 978-1899235865)
- Tom Wood, Wood’s Photie Man, Göttingen, Steidl Verlag, 2005, 224 p. (ISBN 9783865210838)
- Tom Wood, Men and Women, Göttingen, Steidl Verlag, 2013, 344 p. (ISBN 978-3-86930-570-7)
- Tom Wood, Termini, GwinZegal, 2018, 136 p. (ISBN 979-1094060216)
- Tom Wood, Women’s Market, Stanley / Barker, 2018 (ISBN 978-1916410602)
- Tom Wood et Martin Parr, 101 Pictures, Bristol, RRB Photobooks, 2021, 128 p. (ISBN 9781916057555)

## Expositions
(Liste non exhaustive)
- 1996 : International Center of Photography, New York[4]
- 2005 : Galerie du Château d’eau, Toulouse[7]
- 2012 : « Liverpool », Festival ImagesSingulières, Sète[1]
- 2012 : « Bus Odyssey », Centre d’art GwinZegal, Guingamp[1]
- 2013 : « Tom Wood: Photographs1973–2013 », National Media Museum, Bradford[4],[7]
- 2015 : « Paysages intimes », Paris-Photo, Centre culturel irlandais, Paris[8],[9]
- 2015 : « Cynefin, les paysages gallois », galerie Sit Down, Paris[9]
- 2019 : « Mères, filles, sœurs », Rencontres de la photographie, Arles[3]
- 2021 : « Happy Birthday Tom! », Galerie Sit Down, Paris[2]
- 2022 : « Every day is Saturday », Centre de la photographie de Mougins, du 18 juin au 16 octobre[10]
- 2023 : « Tom Wood - Photie Man: 50 Years of Tom Wood », Première grande rétrospective consacrée à l'œuvre de Tom Wood dans sa ville de Liverpool, Walker Art Gallery, Liverpool, du 20 mai 2023 au 7 janvier 2024.

## Prix et récompenses
Liste non exhaustive
- 2002 : Prix Dialogue de l’Humanité aux Rencontres de la photographie d’Arles

## Collections publiques
Liste non exhaustive
- Museum of Modern Art, New York[2]
- International Center of Photography, New York[2]
- Art Institute of Chicago[2]
- Victoria & Albert Museum, Londres[2]

### Documentaire
- « Tom Wood - What Do Artists Do All Day ? », BBC Four, 2014